# 鼠眼木
鼠眼木（學名：Ochna serrulata）又名桂葉黃梅，俗名「米老鼠樹」（Mickey Mouse Plant）。原產於非洲南部亞熱帶地區，可用於庭園園藝觀賞。

## 外型特徵
1. 莖：常綠灌木或小喬木，株高1～3公尺。
2. 葉：葉片互生，長橢圓形，葉端有針狀突尖，葉緣疏鋸齒狀，厚革質，葉片極像桂葉。
3. 花：花有5片黃色花瓣，形狀與梅花相似，故又名「桂葉黃梅」。最初開黃色的花（如圖1、圖2），花瓣飄落後，花萼及雄蕊不脫落，逐漸變成鮮紅色（如圖3），花萼張開後可見到果實（如圖4）。
4. 果實：果實原是綠色（如圖5），逐漸成熟後轉成黑色，形狀酷似米老鼠的頭部（如圖6），故稱為「鼠眼木」。

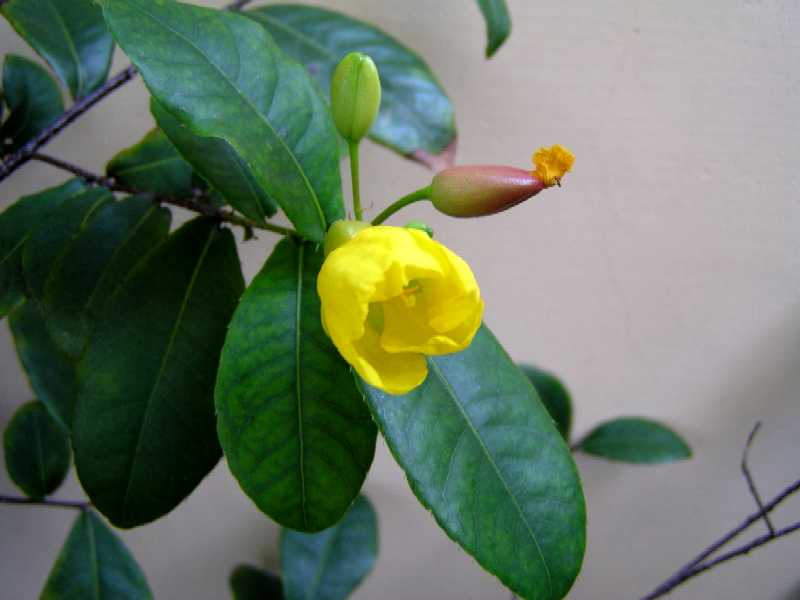
圖1
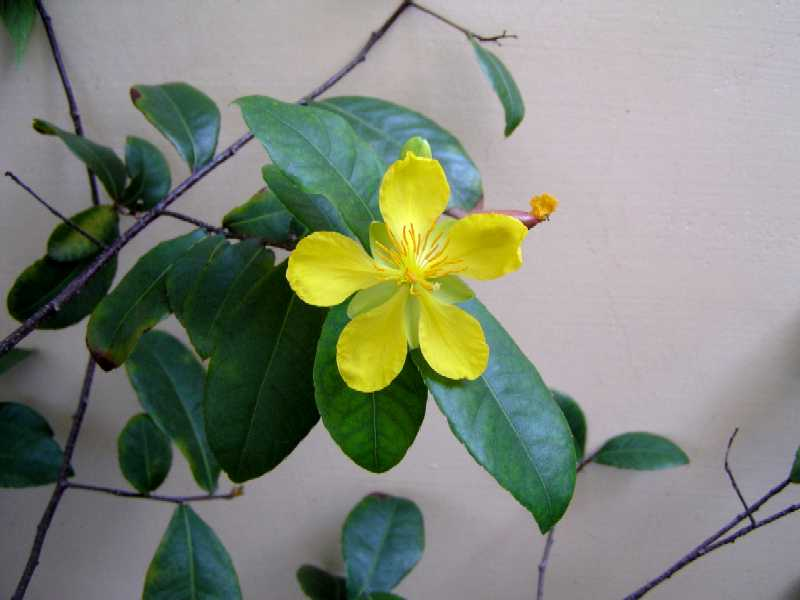
圖2

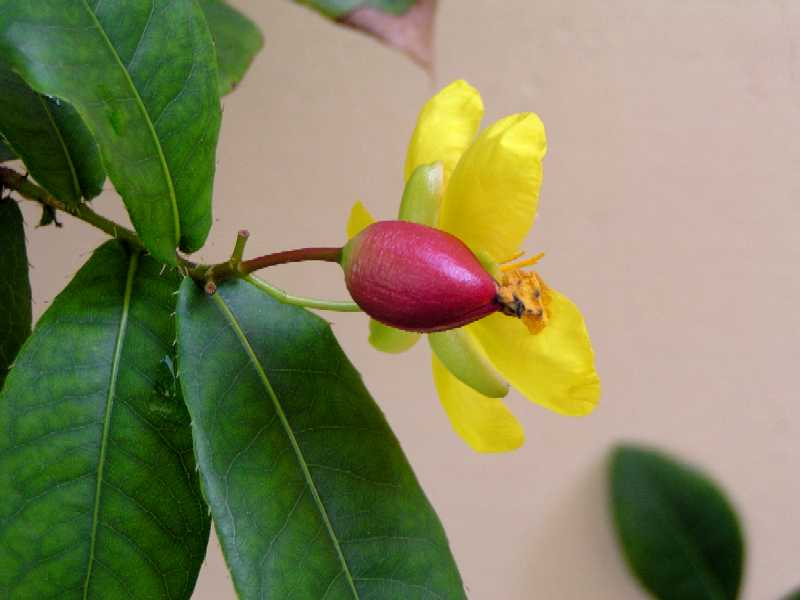
圖3
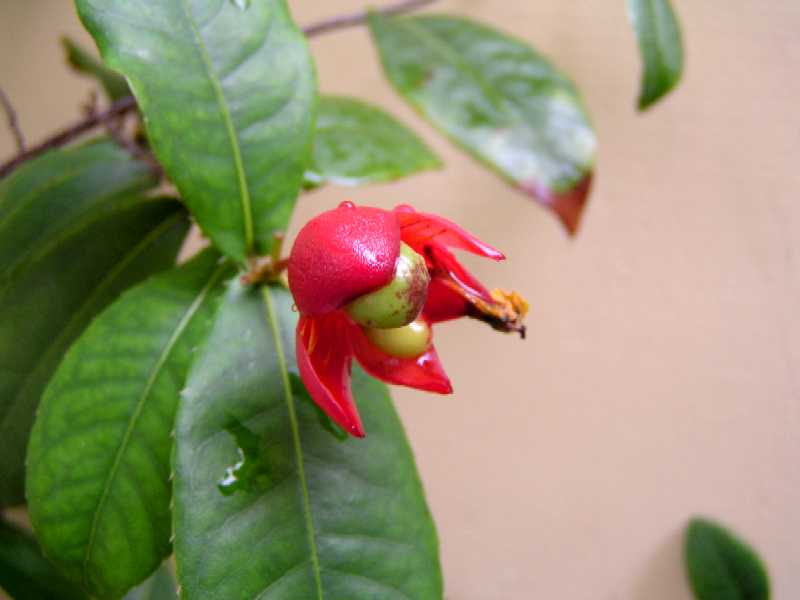
圖4
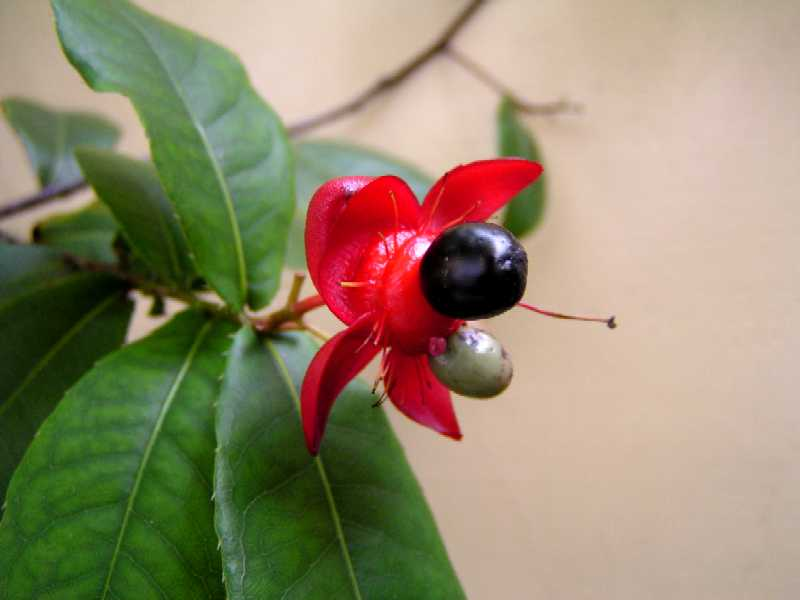
圖5
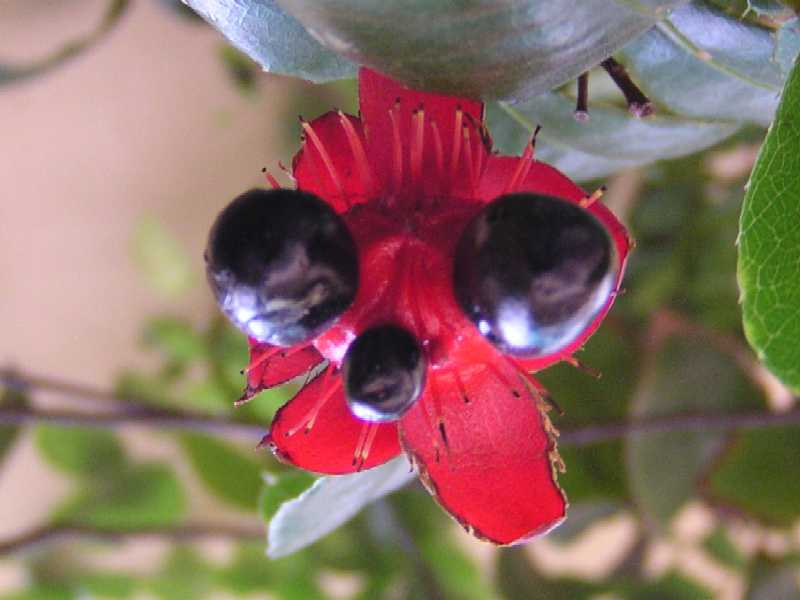
圖6